# ژیبلو، فریبورگ
ژیبلو (فرانسوی: Gibloux، آرپیتان: Dzubyà) شهری است که در بخش سرین کانتون فریبورگ در کشور سوئیس است. این شهر در ۱ ژانویه ۲۰۱۶ بر اثر ادغام ۴ شهرک و آبادی مسکونی کوچک‌تر و به فرمان دولت محلی کانتون فریبورگ تشکیل شد.
جمعیت این شهر در پایان سال ۲۰۱۸ بالغ بر ۷٬۴۴۷ نفر بوده است.

## تاریخ
نام این شهر برای اولین در نقشه‌های تهیه شده در سال ۱۱۶۲ به نام روسنس ذکر شده است. تا قرن بیستم نام آلمانی روسینگ بر روی این شهر بود، ولی با تصمیم مقامات محلی این نام با نام فرانسوی فعلی جایگزین شد.